# STS-3xx
STS-3xx (englisch Space Transportation System) war die Bezeichnung der NASA für die Space-Shuttle-Rettungsmissionen, die dem Zweck dienten, die Besatzung eines beschädigten Shuttles zu retten, das nicht mehr zu einem erfolgreichen Wiedereintritt und einer Landung fähig war, wie zum Beispiel bei der Mission STS-107. Rettungsflüge dieser Art wurden während der Einsatzdauer des Space Shuttles nie eingesetzt.

## Missionsbezeichnung
Die Bezeichnung STS-300 wurde für die zu den Missionen STS-114 und STS-121 gehörigen Rettungsmissionen verwendet. Nachfolgende Shuttle-Missionen erhielten eigene STS-3xx-Nummern. Dabei wurden die letzten beiden Ziffern der Mission, für die das Rettungsshuttle eigentlich vorbereitet wurde, eingesetzt. Wäre die Endeavour beispielsweise während ihrer STS-118-Mission irreparabel beschädigt worden, hätte die Discovery starten müssen, um die gestrandete Crew zur Erde zurückzubringen. Da die Discovery zu der Zeit für ihre STS-120-Mission vorbereitet wurde, wäre die Missionsbezeichnung STS-320 gewesen.
Während der Planungsphase verwendete die NASA außerdem die Bezeichnungen LON (Launch On Need, deutsch: Start bei Bedarf) und CSCS (Contingency Shuttle Crew Support), um den Zweck der Mission zu verdeutlichen. Die Mission an sich hätte jedoch eine STS-3xx-Kennzeichnung getragen.

## Planung und Training
Die Planung und das Training sah vor, dass die STS-3xx-Missionen zu jedem Zeitpunkt innerhalb von 40 Tagen gestartet werden konnte. Die Besatzung eines beschädigten Shuttles hätte, um diese Zeit zu überbrücken, in die ISS überwechseln müssen. Das beschädigte Shuttle wäre zum kontrollierten Absturz und Verglühen in der Erdatmosphäre gebracht worden. Ab STS-121 bestand aber auch die Möglichkeit, einen ferngesteuerten Landeanflug zu unternehmen, mit dem Ziel, die Raumfähre zu retten, ohne die Besatzung zu gefährden.
Für den Fall, dass das Shuttle die ISS nicht hätte erreichen können, war vorgesehen, die ISS auf eine niedrigere Umlaufbahn zu bringen (Joint Underspeed Recovery).

## Liste der Rettungsmissionen
Die folgenden Rettungsmissionen wurden vorbereitet, keine einzige musste durchgeführt werden:
| Mission | Shuttle   | Rettungsmission | Rettungsshuttle | Bemerkungen |
| ------- | --------- | --------------- | --------------- | --- |
| STS-114 | Discovery | STS-300         | Atlantis        | |
| STS-121 | Discovery | STS-300         | Atlantis        | |
| STS-115 | Atlantis  | STS-301         | Discovery       | |
| STS-116 | Discovery | STS-317         | Atlantis        | |
| STS-117 | Atlantis  | STS-318         | Endeavour       | |
| STS-118 | Endeavour | STS-320         | Discovery       | |
| STS-120 | Discovery | STS-322         | Atlantis        | |
| STS-122 | Atlantis  | STS-323         | Endeavour       | |
| STS-123 | Endeavour | STS-324         | Discovery       | |
| STS-124 | Discovery | STS-326         | Endeavour       | |
| STS-126 | Endeavour | STS-319         | Discovery       | |
| STS-119 | Discovery | STS-327         | Endeavour       | |
| STS-125 | Atlantis  | STS-400         | Endeavour       | Da diese Mission der Reparatur des Hubble-Weltraumteleskops gewidmet war, fiel die ISS als sicherer Hafen weg. Somit hätte stattdessen eine STS-400 Mission stattgefunden. |
| STS-127 | Endeavour | STS-328         | Discovery       | |
| STS-128 | Discovery | STS-329         | Atlantis        | |
| STS-129 | Atlantis  | STS-330         | Endeavour       | |
| STS-130 | Endeavour | STS-331         | Discovery       | |
| STS-131 | Discovery | STS-332         | Atlantis        | |
| STS-132 | Atlantis  | STS-333         | Endeavour       | |
| STS-133 | Discovery | STS-334         | Endeavour       | |
| STS-134 | Endeavour | STS-335         | Atlantis        | |

## Vorgesehener Missionsablauf
- T–35 Tage: Die Flugleitung und führende NASA-Manager kommen zu der Einschätzung, dass ein im Weltraum befindliches Shuttle stark beschädigt und nicht mehr zu reparieren ist. Befehl zum Start der STS-3xx wird gegeben.
- T–25 Tage: Die Besatzung des beschädigten Shuttles ist spätestens jetzt in die ISS umgestiegen. Das beschädigte Shuttle wird von der Bodenstation ferngesteuert, von der ISS wegmanövriert und entweder kontrolliert über dem Pazifik zum Absturz gebracht oder, falls möglich, auf der Vandenberg Air Force Base gelandet. Die Besatzung von Shuttle und ISS müssen ab sofort ihre Essensrationen strikt einschränken, um möglichst viel Zeit bis zur Ankunft des Rettungsshuttles zu haben.
- T–15 Tage: Das Rettungsshuttle wird aus dem Vehicle Assembly Building (VAB) zur Startrampe 39-A (bis Januar 2007 zur Startrampe 39-B) gefahren.
- T–10 Tage: Die vierköpfige Rettungsmannschaft (Kommandant, Pilot und zwei Missionsspezialisten) kommt im Kennedy Space Center an und hat sich in einer Semi-Quarantäne aufzuhalten (ähnlich wie im Apollo-Programm), um kurzfristig auftretende Krankheiten, welche zu weiteren Startverzögerungen führen könnten, zu vermeiden.
- T–3 Tage: Die abschließenden Startvorbereitungen beginnen.
- T–1 Tag: Techniker füllen die Tanks des auf der Startrampe befindlichen Shuttles mit flüssigem Sauerstoff und Wasserstoff.
- T–5 Stunden: Die Rettungsmannschaft wird in den orangefarbenen Start-Raumanzügen zur Startrampe gefahren und in das Rettungsshuttle gebracht.
- T–3 Stunden: Der Countdown wird letztmals für die Entscheidung „Go/No Go“ der Missionskontrolle angehalten
- T=0: Start des Rettungsshuttles Ein Shuttle-Start

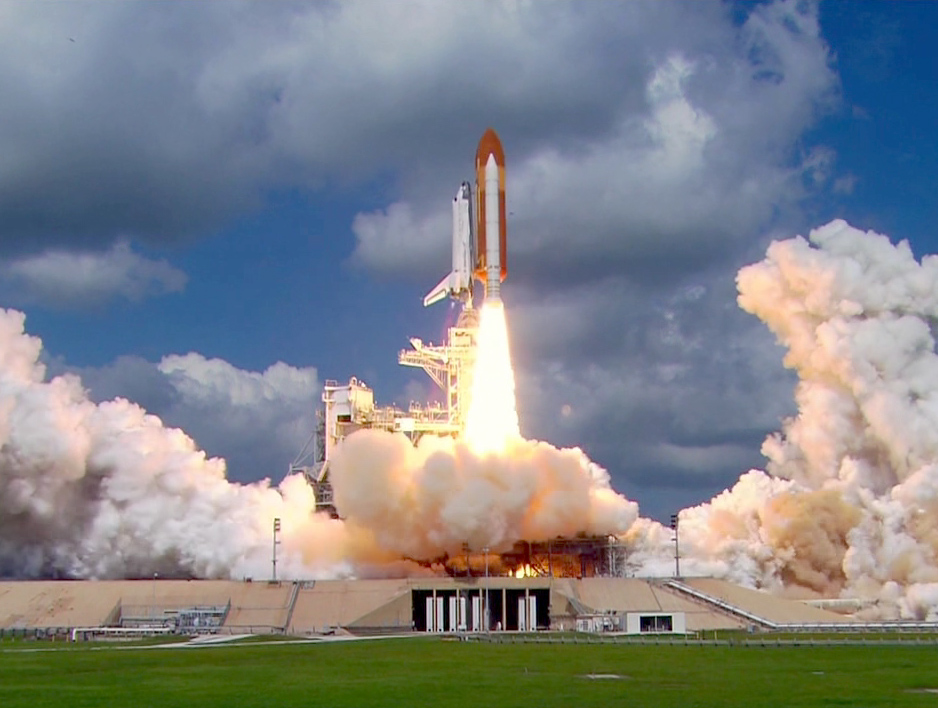
Ein Shuttle-Start

- T+2 Minuten: Abtrennen der Feststoffbooster
- T+8 Minuten: Abschalten des Haupttriebwerks und Abtrennen des Flüssigtreibstofftanks
- T+11 Minuten: Das Rettungsshuttle ist im Orbit.
- T+2 Tage: Das Rettungsshuttle dockt nach gründlicher Inspektion des Hitzeschilds an die ISS an.
- T+4 Tage (erstmöglicher Tag, sofern keine Beschädigung am Rettungsshuttle): Das Rettungsshuttle dockt, nun mit elf Astronauten (Rettungscrew plus gerettete Besatzung) an Bord, von der ISS ab.
- T+5 Tage: Das Rettungsshuttle führt über dem Indischen oder Pazifischen Ozean eine Bremszündung durch und landet entweder beim Kennedy Space Center oder der Edwards Air Force Base in Kalifornien. Eine Shuttle-Landung

Eine Shuttle-Landung

Ein russisches, unbemanntes Progress-Raumschiff muss innerhalb weniger Tage bis einiger Wochen die nun stark geschrumpften Vorräte für die verbleibende ISS-Besatzung wieder auffüllen.

## Shuttle Backup Plan
Zusätzlich erschwert wurde die ganze Planung durch den Umstand, dass die Endeavour (OV-105) zwischen Dezember 2003 und Mitte 2006 in einer „Orbiter-Major-Modification“-Periode war, also in großem Umfang überholt wurde. So mussten sich während dieser Zeit die beiden anderen der NASA verbliebenen Shuttles Discovery (OV-103) und Atlantis (OV-104) gegenseitig als Rettungsshuttle zur Verfügung stehen. Das gleiche Problem trat auch auf, nachdem die Atlantis nach dem Aufbau-Flug (STS-122) im Februar 2008 vorerst nicht mehr mit einem Andockmechanismus ausgerüstet war.